# Bukvice (rod)
Bukvice (Betonica) je malý rod rostlin z čeledi hluchavkovitých. Obsahuje 10 druhů, které se vyskytují převážně v mírných oblastech Eurasie. Některými zdroji dosud bývá tento rod vřazován do rodu čistec (Stachys) jako pouhá jeho sekce, což však není podporováno molekulárními výzkumy.

## Taxonomie a systematika
Rod Betonica byl popsán již roku 1753 Linném, jeho jednotliví zástupci však byli průběžně zařazováni i do různých jiných rodů, například Clinopodium, Sideritis a především Stachys; mnohými autory byl jako samostatný rod odmítnut a řazen jako pouhá sekce do rodu čistec. Jeho samostatnost potvrdily teprve molekulární fylogenetické výzkumy druhé dekády 21. století. Přesná pozice ve fylogenetickém stromu hluchavkovitých dlouho nebyla uspokojivě vyřešena, neboť se jedná o geneticky dosti izolovanou větev. V rámci podčeledi Lamioideae se objevoval v blízkosti rodu konopice (Galeopsis) a tribů Stachydeae (rody čistec, Haplostachys aj.) a Synandreae (mj. rody Synandra nebo Physostegia), v roce 2021 byl klasifikován do nově vytvořeného monotypického tribu Betoniceae, který je pravděpodobně sesterský k podobně izolovanému a dlouhou dobu nedořešenému rodu konopice. Typovým druhem (a zároveň druhem s největším areálem) je bukvice lékařská (Betonica officinalis).

## Ekologie a rozšíření
Zástupci rodu se vyskytují převážně ve vyšších horských polohách od západního Středomoří a severní Afriky po Ťan-šan (Betonica betoniciflora), s centrem diverzity na Velkém Kavkaze a v Zakavkazsku (Betonica orientalis, Betonica grandiflora, Betonica nivea, Betonica abchasica, Betonica ossetica); zde rostou na horských, subalpinských a alpinských lukách, na kamenitých a suťových stráních a po okrajích křovin. Další druhy tvoří složku středomořských a submediteránních křovin a suchých borových lesů, například Betonica scardica na Balkáně.
Největší areál má bukvice lékařská, dělená do 6 geograficky vymezených poddruhů a variet; jako celek obývá rozsáhlou mírnou oblast, která sahá od Atlantiku po Ural a západní Sibiř (s exklávou v Kabylii v severní Africe); roste převážně na lukách, ve světlých lesích a lesních lemech. Velký areál má také Betonica betoniciflora, rozšířená ve Střední Asii, zatímco vysokohorské druhy mají často pouze regionální střediska distribuce. Kavkazské druhy Betonia abchasica a zejména Betonica ossetica mají nesouvislý (disjunktní) areál s pouze regionálními výskyty. Betonica nivea naproti tomu kolonizuje rozsáhlejší, ale rovněž nesouvislou oblast od východního Kavkazu po Alborz. V jihoevropských pohořích, jako jsou Alpy, Pyreneje, Apeniny a Balkanidy, je rozšířena Betonica alopecuros.
Většina druhů preferuje vápnité podloží, Betonica scardica roste též na hadcích.

## Popis
Bukvice jsou vytrvalé byliny, které vytvářejí členité podzemní oddenky. Přízemní listy jsou uspořádány v listové růžici, lodyžní listy jsou křižmostojné, vejčité nebo kopinaté. Řapík bazálních listů je až čtyřikrát delší než čepel, nejvyšší listy bývají naopak přisedlé. Květy jsou oboupohlavné, uspořádané v lichopřeslenech. Jsou prakticky bez vůně (až na sladce vonící květy Betonica grandiflora). Kalich je nepravidelně pětizubý. Korunní trubka je zakřivená, horní pysk koruny je téměř plochý, při pohledu ze strany víceméně rovný, s celistvými okraji nebo dělený do dvou, zřídka do tří dílů; zvenku je chlupatý. Dolní pysk je trojdílný. Tyčinky jsou natažené přímo vpřed; prašníky mají dvě oddělené, téměř rovnoběžné poloviny. Blizna je rozeklaná do dvou nestejných laloků. Barva květů je nejčastěji fialová či růžová, Betonica alopecuros má květy žlutavé, Betonica scardica bílé. Opylovány jsou hmyzem, převážně včelami. Plody jsou tvrdky.

## Význam
Bukvice lékařská je stará léčivá rostlina, v minulosti byla považována též za významnou rostlinu v magii. Bukvice velkokvětá (Betonica grandiflora) je oblíbenou trvalkou v okrasných záhonech.

## Galerie

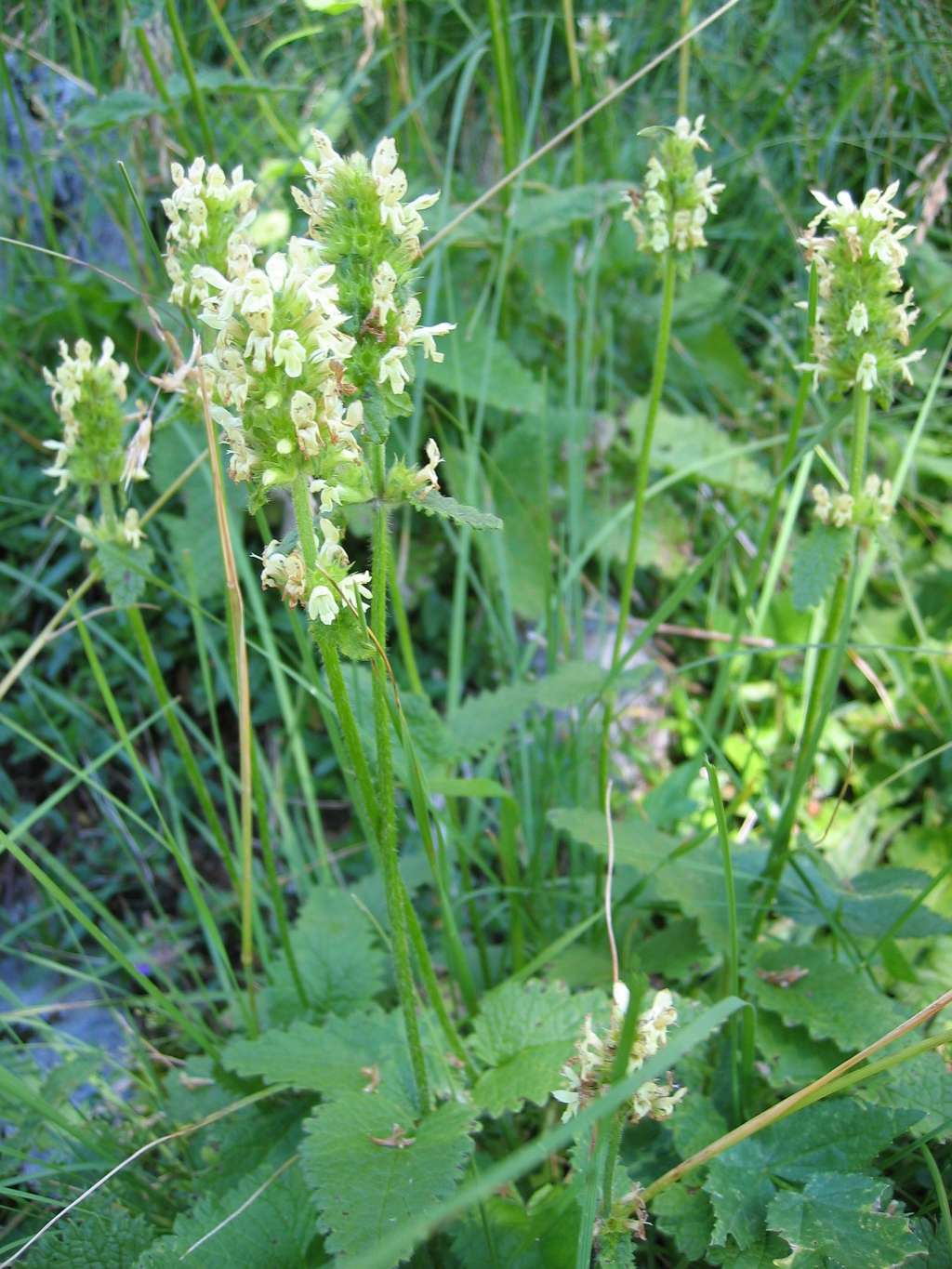
Betonica alopecuros
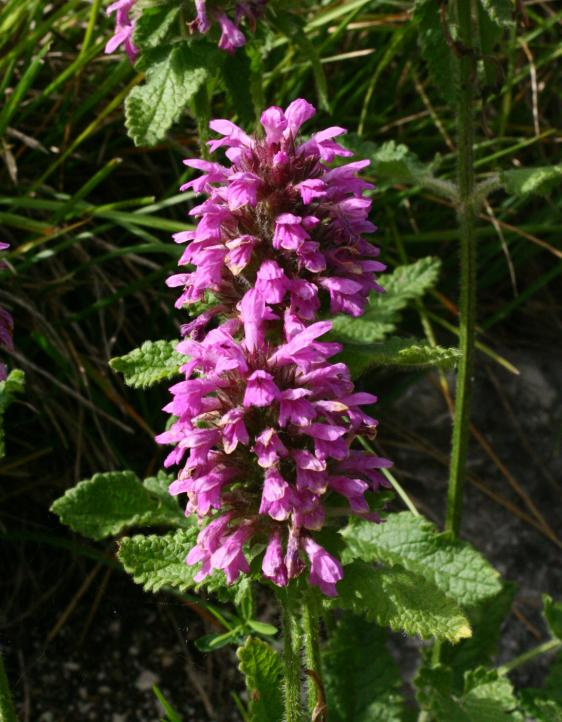
Betonica hirsuta
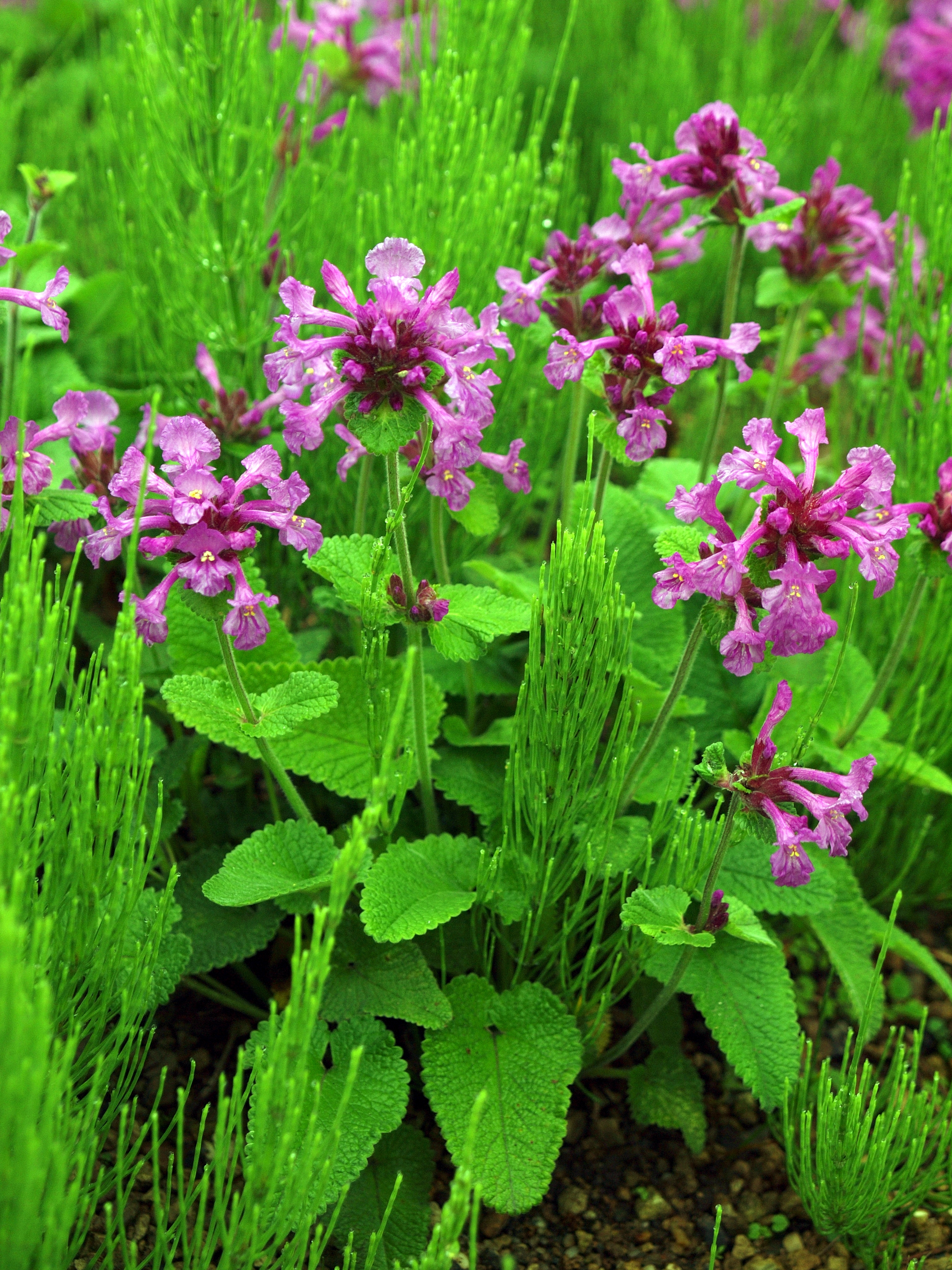
Betonica grandiflora
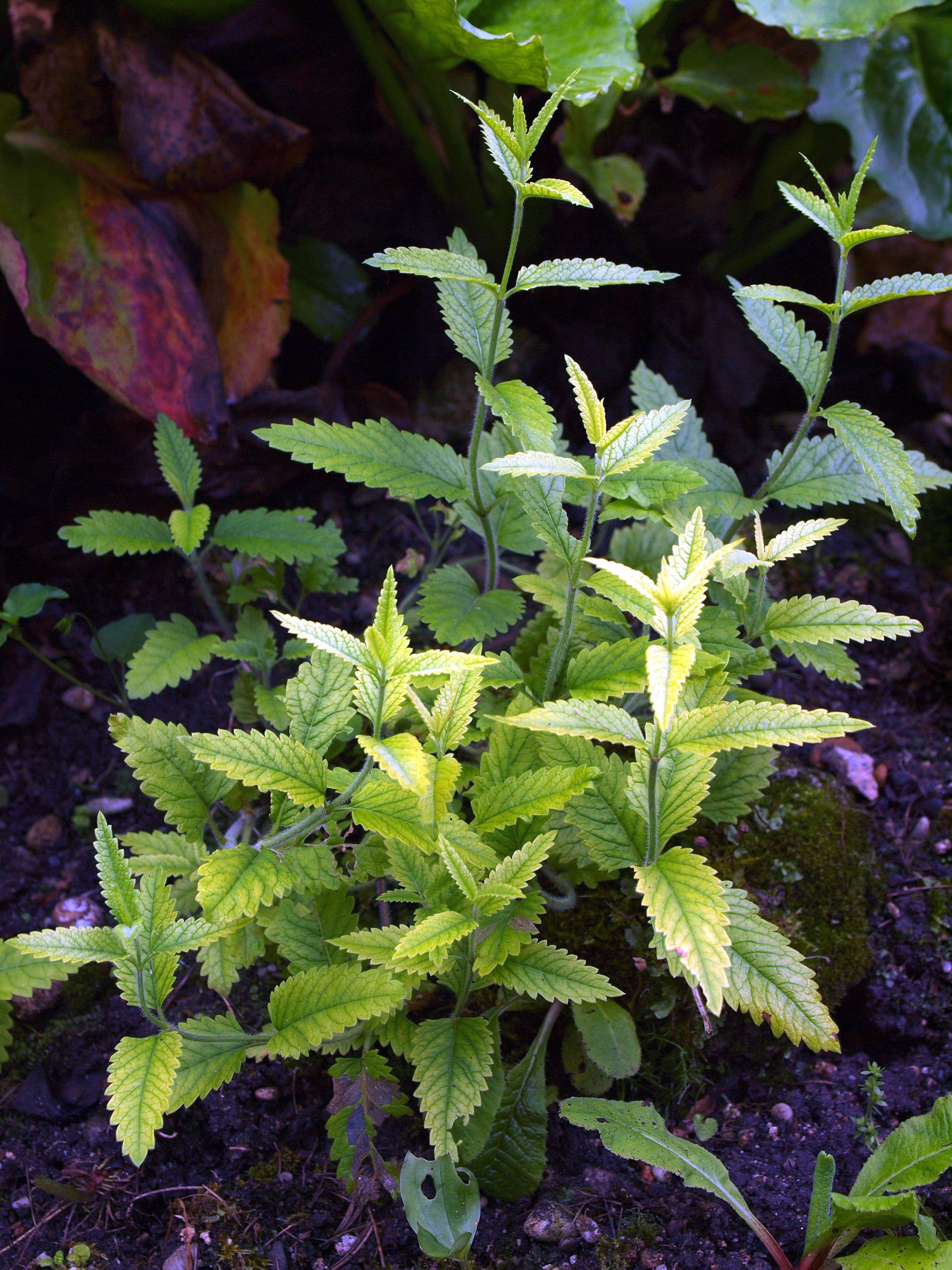
Betonica betoniciflora – mladá rostlina
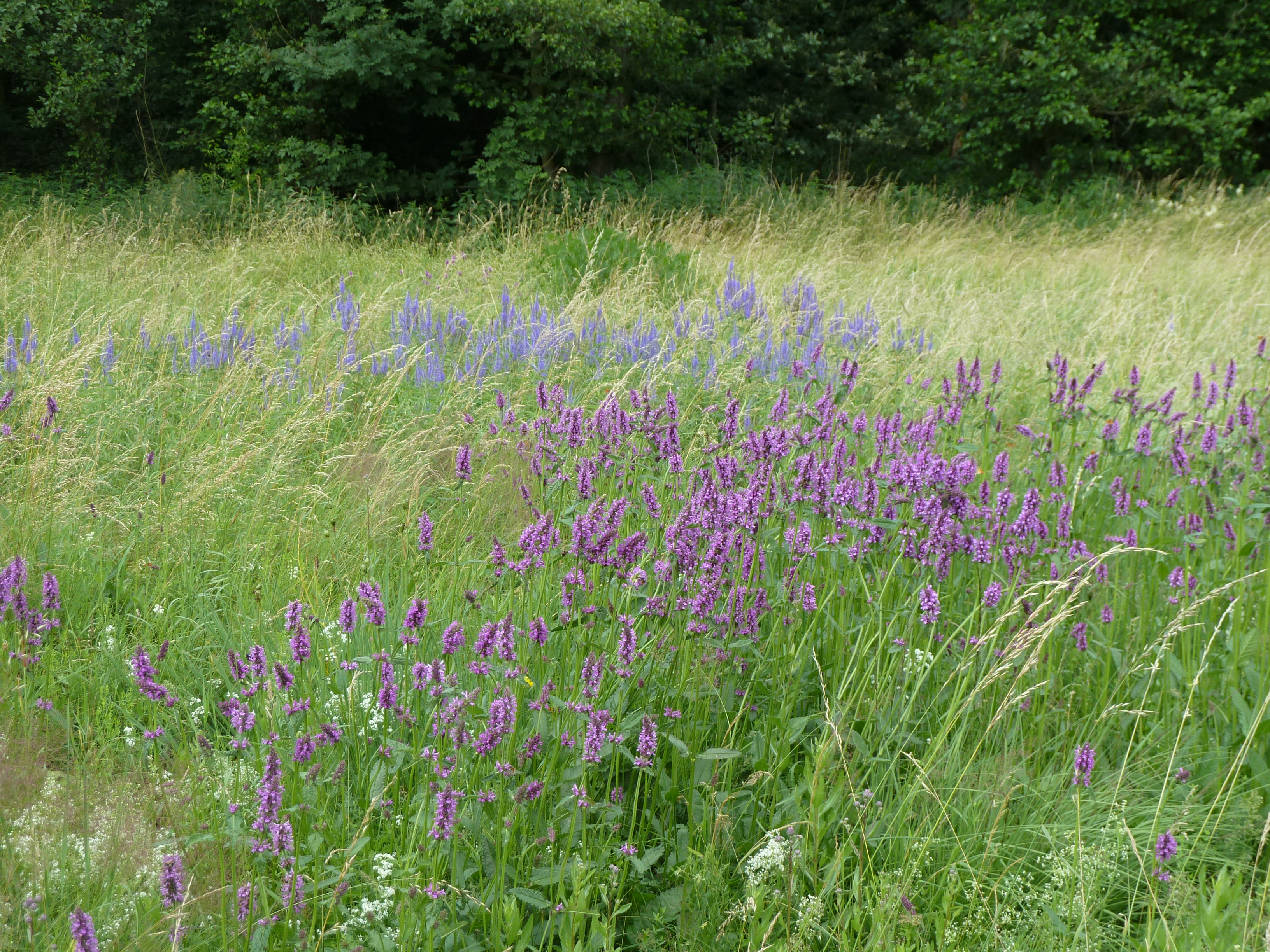
Porost bukvice lékařské na typickém stanovišti
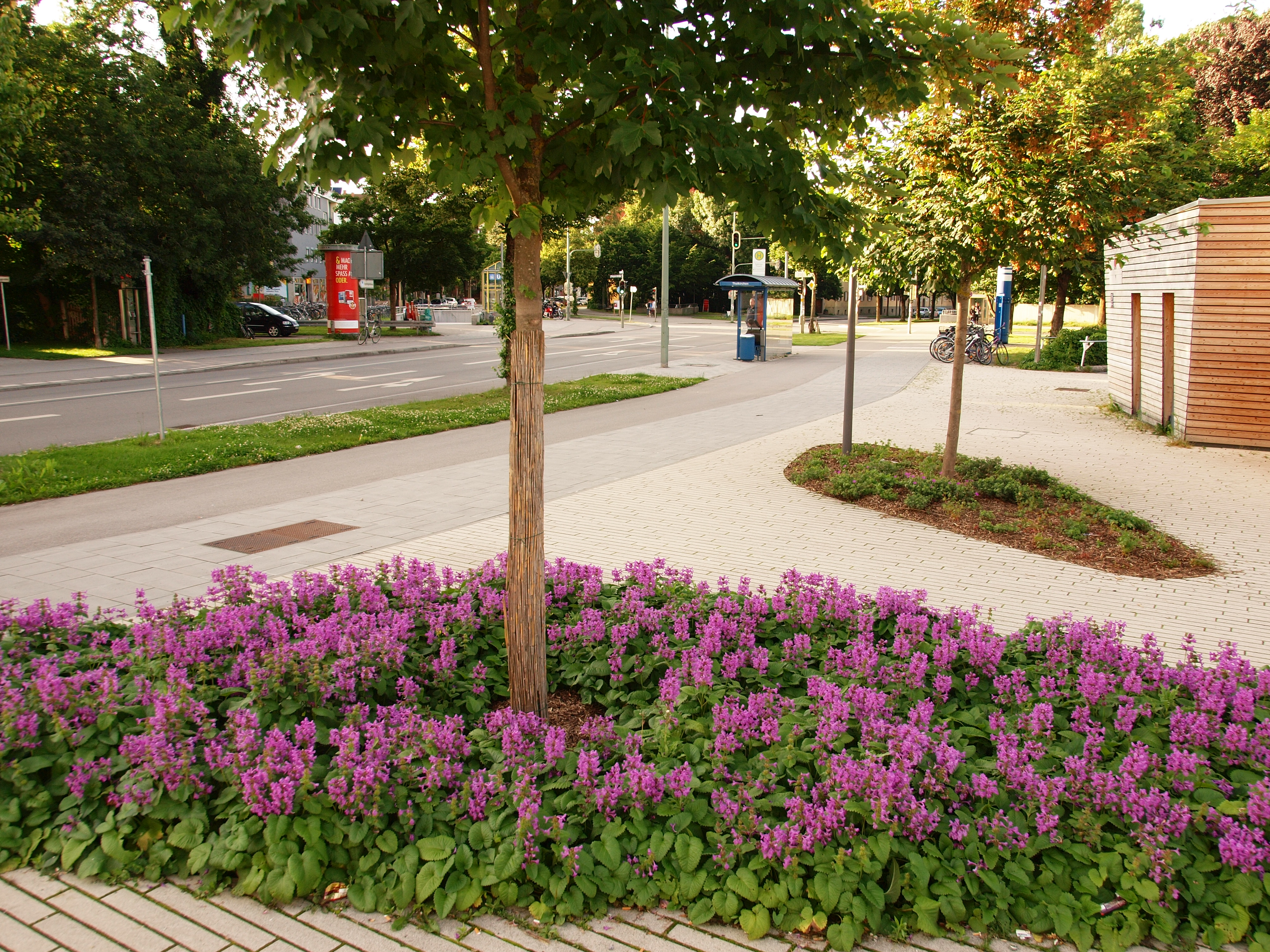
Okrasná výsadba bukvice velkokvěté, kultivar 'Superba'